# 雪花斑裸胸鱔
雪花斑裸胸鱔，又稱雪花斑裸胸鯙，為輻鰭魚綱鰻鱺目鯙亞目鯙科的其中一種，分布於西北太平洋的台灣海域，棲息深度35-150公尺，本魚頭部及身體深黑色，體布滿雪花般的花紋，背鰭高，背鰭及尾鰭邊緣黑色，臀鰭邊緣白色，體長可達75.7公分，為底棲性魚類，屬肉食性，生活習性不明。

## 擴展閱讀
1. ↑  Smith, D.G.; McCosker, J.; Tighe, K. . The IUCN Red List of Threatened Species. 2019, 2019: e.T195766A2414982  [14 January 2022]. doi:10.2305/IUCN.UK.2019-1.RLTS.T195766A2414982.en .

 維基物種上的相關：雪花斑裸胸鱔